# Skrea
Skrea è un'area urbana della Svezia situata nel comune di Falkenberg, contea di Halland.
La popolazione rilevata nel censimento 2010 era di 1 064 abitanti .